# W deszczu maleńkich żółtych kwiatów
W deszczu maleńkich żółtych kwiatów – trzeci singel zespołu Myslovitz z płyty Happiness Is Easy, wydany 29 stycznia 2007 roku. W chórkach gościnny udział Marii Peszek. Inspiracją dla słów piosenki była powieść Gabriela Márqueza pod tytułem Sto lat samotności.

## Lista utworów
- „W deszczu maleńkich żółtych kwiatów”  (4:52)
- „Mieć czy być” (acoustic version radio Today FM, Dublin)  (3:27)
- „W deszczu maleńkich żółtych kwiatów” (acoustic version radio Today FM, Dublin)  (4:50)
- „W deszczu maleńkich żółtych kwiatów” video  (4:52)